# SRT Vilnius
El Statybos ir Remonto Tresto Vilnius (en español: Fideicomiso de Construcción y Reparación de Vilna), conocido simplemente como SRT Vilnius, fue un equipo de fútbol de Lituania que jugó en la Liga Soviética de Lituania, la primera división de la RSS de Lituania.

## Historia
Fue fundado en el año 1980 en la capital Vilnius y cuatro años después debuta en la Liga Soviética de Lituania en la que termina en tercer lugar luego de ser campeón de la segunda categoría, mismo año en el que llega a la Copa Soviética de Lituania por primera vez, logrando ser campeón de copa por primera vez al año siguiente.
El club gana el título de copa por segunda ocasión en 1987, y un año después obtiene su primer título de liga, participando en siete temporadas consecutivas en la Liga Soviética de Lituania hasta su descenso en 1990, desapareciendo un año después con el nombre Geležinis vilkas Vilnius luego de la disolución de la Unión Soviética.

## Palmarés
- Liga Soviética de Lituania: 1

1988
- Segunda División Soviética de Lituania: 1

1983
- Copa Soviética de Lituania: 2

1984, 1987

## Jugadores

### Jugadores destacados
| - Vytautas Jančiauskas - Edvardas Malkevičius | - Ritas Vaiginas - Sigitas Žvirblis |